# Paul Zauner
Paul Zauner (Diersbach, 3 december 1959) is een Oostenrijkse jazztrombonist, muziekproducent en bioboer.

## Biografie
Zauner, een geschoolde landbouwingenieur, studeerde naast diergeneeskunde ook muziek. Gedurende deze tijd schakelde hij over van piano naar trombone. Vanaf het midden van de jaren 1980 speelde hij met Bumi Fian, Woody Schabata, maar ook met Leon Thomas, George Adams, David Murray, Leopoldo Fleming, Hamiet Bluiett en Jean-Paul Bourelly. Met Franz Hackl richtte hij in 1992 de band ITSLYF op, waarmee Thomas Kugi, Gottfried Stöger, David Gilmore, Kenny Davis, Rodney Holmes en Pavan Kumar tussen 1992 en 1997 wereldwijd toerden. De "Guide of Jazz and Blues" beoordeelde het album dat Hep Caolin met de band opnam niet alleen met vijf sterren, maar beoordeelde het ook als een van de beste cd's van de eeuw. Zauner behoorde ook tot Blue Brass, waarin musici als Clemens Salesny, Wolfram Derschmidt, Mansur Scott, Dwight Trible en Donald Smith speelden. Met Thomas Wall en Wolfram Derschmidt vormt hij het trio Ars futura. Hij gaat ook elk jaar in december op tournee met zijn Allstars, met wie hij verschillende albums heeft uitgebracht. Zauner werkt ook als muziekproducent voor zijn label PAO en als concertorganisator. Elk jaar met Pinksteren organiseert hij het INNtöne Jazz Festival op zijn boerderij. Hij is ook curator voor jazz in het Brucknerhaus in Linz en houdt toezicht op het jazzprogramma van verschillende podia in Passau.
- Gemeinsame Normdatei: 135520487
- International Standard Name Identifier: 0000 0000 2267 0225
- MusicBrainz: 7ab37a86-ed30-4d77-8263-d11cec4e65d2
- Virtual International Authority File: 25822594
- WorldCat: E39PBJwRQjy6DpyF4wgDDwTPwC